# Geografija Avstrije
Avstrija je pretežno gorata država v srednji Evropi, pretežno med Nemčijo, Italijo in Madžarsko. Ima skupno površino 83.871 kvadratnih kilometrov, kar je približno 2,031706-krat več kot Švica.
Avstrija je država, ki nima prostega dostopa do morja in ima državne meje s Švico (država, ki ni članica Evropske unije, na katero Avstrija meji s 158 km) in Lihtenštajnom (tudi država, ki ni članica EU, na katero meji s 34 km) na zahodu, z Nemčijo (801 km), Češko (402 km), Slovaško (105 km) na severu, Madžarsko na vzhodu (331 km) ter Slovenijo (318 km) in Italijo (404 km) na jugu. Skupaj avstrijska državna meja znaša 2.534 km.
Najbolj zahodna tretjina nekoliko gorate države sestavlja ozek koridor med Nemčijo in Italijo, ki je širok od 32 km do 60 km. Preostali del Avstrije leži na vzhodu in ima največjo širino od severa do juga 280 km. Država meri skoraj 600 km v dolžino in se razteza od Bodenskega jezera na avstrijsko-švicarsko-nemški meji na zahodu do Nežiderskega jezera na avstrijsko-madžarski meji na vzhodu. Kontrast med tema dvema jezeroma – enim v Alpah in drugim tipičnim stepskim jezerom na skrajnem zahodnem robu Madžarske nižine – ponazarja raznolikost avstrijske pokrajine.
Sedem od devetih avstrijskih zveznih dežel ima dolgo zgodovinsko tradicijo pred ustanovitvijo Republike Avstrije leta 1918: Zgornja Avstrija, Spodnja Avstrija, Salzburg, Tirolska in Predarlska. Gradiščanska in Dunaj sta bili ustanovljeni po prvi svetovni vojni. Večina Gradiščanskega je bila del Kraljevine Madžarske, vendar je imela pretežno nemško govoreče prebivalstvo in je tako postala avstrijska. Pri vzpostavitvi Dunaja kot samostojne dežele so imeli vlogo administrativni in ideološki razlogi. Dunaj, zgodovinsko glavno mesto Spodnje Avstrije, je bil socialistična trdnjava, medtem ko je bila Spodnja Avstrija konservativna in tako socialisti kot konservativci so želeli utrditi svoj vpliv v svojih državah. Vsaka regija ima glavno mesto z izjemo Dunaja, ki je poleg zvezne prestolnice samostojna dežela. Na Dunaju mestni svet in župan delujeta kot državni parlament (Landtag) in deželni guverner (Landeshauptmann).

## Fizična geografija
Avstrijo lahko razdelimo na tri neenaka geografska območja. Največji del Avstrije (62 %) zavzemajo razmeroma mlade Alpe, na vzhodu pa se te umaknejo delu Panonske nižine, severno od Donave pa leži Češki gozd, starejši, ampak nižji, granitno gorovje.

### reka Donava
Ime Donava izvira blizu mesta Donaueschingen v jugozahodni Nemčiji kot sotočje dveh potokov Breg in Brigach in teče skozi Avstrijo (in Slovaška, Madžarska, Hrvaška, Srbija, Bolgarija, Romunija, Moldavija, Ukrajina), preden se izlije v Črno morje. Je edina večja evropska reka, ki teče proti vzhodu, njen pomen kot celinske plovne poti pa se je povečal z dokončanjem Kanal Ren-Majna-Donava na Bavarskem leta 1992, ki povezuje reki Ren in Majno z Donavo in ustvarja možen promet barž iz Severnega morja v Črno morje.
Večje reke severno od razvodja avstrijskih Alp (Inn na Tirolskem, Salzach v Salzburgu ter Aniža na Štajerskem in Zgornji Avstriji) so neposredni pritoki Donave in tečejo proti severu v dolino Donave, medtem ko reke južno od razvodja v srednji in vzhodni Avstriji (reki Zilja in Drava na Koroškem ter reki Mürz in Mura na Štajerskem) se izliva proti jugu v drenažni sistem Drave, ki se sčasoma izliva v Donavo v Srbiji. Posledično sta srednja in vzhodna Avstrija geografsko usmerjeni stran od razvodja Alp: pokrajini Zgornja in Spodnja Avstrija proti Donavi ter pokrajini Koroška in Štajerska proti Dravi.

### Alpe
Tri glavne verige Alp – Severne apneniške Alpe, Srednje Alpe in Južne apneniške Alpe – potekajo od zahoda proti vzhodu skozi Avstrijo. Osrednje Alpe, ki so v veliki meri sestavljene iz granita, so največje in najvišje gorovje v Avstriji. Srednje Alpe potekajo od Tirolske do približno štajersko-spodnjeavstrijske meje in vključujejo območja, ki so trajno poledenela v Ötztalskih Alpah na tirolsko-italijanski meji ter Visoke Ture na Vzhodnem Tirolskem in Koroškem. Severne apneniške Alpe, ki potekajo od Vorarlberga prek Tirolske v Salzburg ob nemški meji ter skozi Zgornjo in Spodnjo Avstrijo proti Dunaju, ter Južne apneniške Alpe na meji med Koroško in Slovenijo, so pretežno apnenčaste in dolomitne. [[Großglockner]g je s 3797 m najvišja gora v Avstriji. Nadmorska višina gora pade od zahoda proti vzhodu in tudi severno in južno od osrednjih verig.
Kot geografska značilnost Alpe dobesedno zasenčijo druge regije z obliko tal. Nekaj več kot 28 % Avstrije je zmerno hribovitih ali ravninskih: severnoalpsko predgorje, ki vključuje dolino Donave; nižinske in hribovite regije v severovzhodni in vzhodni Avstriji, ki vključujejo Donavsko kotlino; ter valovite griče in nižine v jugovzhodnem alpskem predgorju. Deli Avstrije, ki so najprimernejši za poselitev – torej obdelovalni in podnebno ugodni – potekajo severno od Alp skozi pokrajine Zgornja in Spodnja Avstrija v Donavski dolini in nato zavijajo vzhodno in južno od Alp skozi Spodnjo Avstrijo, Dunaj, Gradiščansko in Štajersko. Najmanj gorata pokrajina Avstrije je jugovzhodno od nizke Leithagebirge, ki tvori južno rob Dunajske kotline, kjer se začne stepa madžarske nižine.

### Češki gozd
Granitni masiv Češkega gozda (v nemščini poznanega kot Böhmerwald), nizkega gorovja z golimi in vetrovnimi planotami ter ostrim podnebjem, je severno od doline Donave in pokriva preostalih 10 % avstrijske površine. Pomemben je granitni greben Manhartsberg, ki ločuje Waldviertel od Weinviertela.